# アセットマネジメントOne
アセットマネジメントOne株式会社（アセットマネジメントワン、英文社名：Asset Management One Co., Ltd.）は東京都千代田区丸の内に本社を置く資産運用会社。みずほフィナンシャルグループ（MHFG）に属する。GPIF運用委託先の一つ。英字略称は「AM-One」。

## 概要
2016年10月1日、みずほフィナンシャルグループ傘下にあった、みずほ投信投資顧問、新光投信、みずほ信託銀行の運用部門、それにみずほフィナンシャルグループと第一生命保険の折半出資会社であったDIAMアセットマネジメントの計4社の事業統合によって発足した。
株式の経済持分比率はみずほフィナンシャルグループが70%、第一生命ホールディングスが30%であるが、議決権保有比率はみずほフィナンシャルグループが51%、第一生命ホールディングスが49%となっている。
会社ロゴは、統合4社が一体となってお客さまに一層ご満足いただけるサービスを提供することでお客さま信頼度No.1の資産運用会社となること、そしてグローバル大手運用会社と伍するアジアNo.1の資産運用会社となることを表象するものとして、算用数字の「1」を力強く図形化するとともに更なる飛躍を希求し高みに向かって進む上昇イメージを右上がりのカーブで表している。
東京本社他、ロンドン、ニューヨーク、シンガポール、香港に100％出資による海外子会社を有し、グローバル展開を行っている。